# فینال جام برندگان جام آسیا ۱۹۹۳
فینال جام برندگان جام آسیا ۹۳–۱۹۹۲ بین دو تیم پرسپولیس ایران و یوکوهاما مارینوس برگزار شد و تیم یوکوهاما مارینوس در مجموع دو بازی رفت و برگشت با نتیجه ۲ بر ۱ به پیروزی رسید و قهرمان سومین دوره مسابقات جام برندگان جام آسیا شد.

## جزئیات مسابقه
| تیم ۱            | نتیجه نهایی | تیم ۲    | بازی رفت | بازی برگشت |
| ---------------- | ----------- | -------- | -------- | ---------- |
| یوکوهاما مارینوس | ۲–۱         | پرسپولیس | ۱–۱      | ۱–۰        |

### بازی رفت
| یوکوهاما مارینوس | ۱–۱ | پرسپولیس         |
| ---------------- | --- | ---------------- |
| رناتو ۸۲'        |     | ۵۶' حسن شیرمحمدی |

### بازی برگشت
| پرسپولیس | ۰–۱ | یوکوهاما مارینوس |
| -------- | --- | ---------------- |
|          |     | تاکویا جینو ۷۲'  |